# Duxford (Oxfordshire)
Duxford – osada w Anglii, w hrabstwie Oxfordshire, w dystrykcie Vale of White Horse. Leży 17 km na południowy zachód od Oksfordu i 96 km na zachód od Londynu.